# Golda Meir

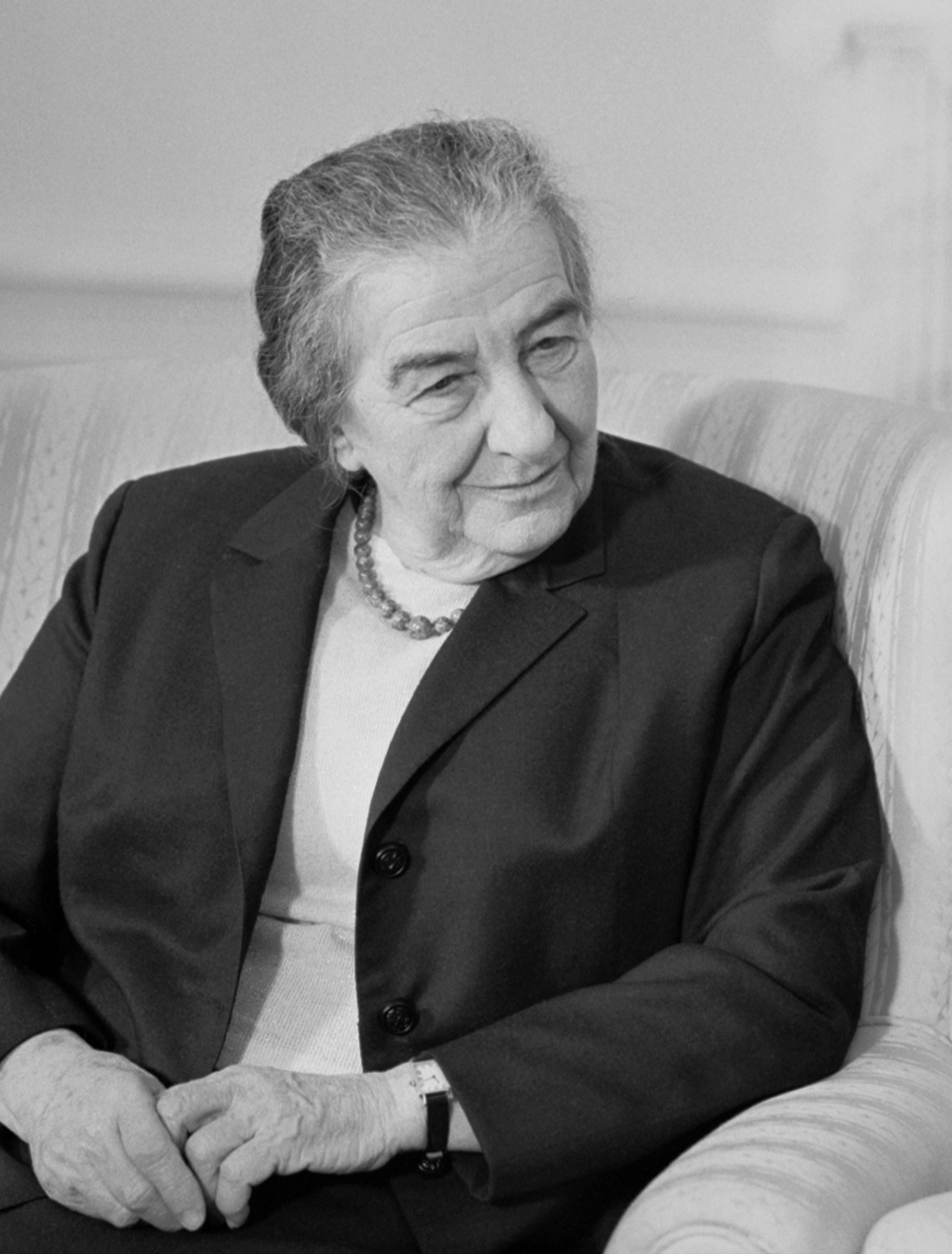
Golda Meir, 1973

Golda Meir [meˈiːɐ̯] (hebräisch גּוֹלְדָּה מֵאִיר Gōldah Meʾīr;  geboren am 3. Mai 1898 in Kiew, Russisches Reich, heute Ukraine als Golda Moisejewna Mabowitsch, Goldie Mabovitch oder Mabowitz, später auch Mabowehz; gestorben am 8. Dezember 1978 in Jerusalem, Israel als verwitwete Meyerson, in Israel auch Meirson, ab 1951 Meir) war eine israelische Politikerin der linkszionistischen Arbeiterpartei (Mapai/ʿAvoda). Sie war von 1956 bis 1965 Außenministerin und vom 17. März 1969 bis 3. Juni 1974 Ministerpräsidentin Israels und somit einer der ersten weiblichen Regierungschefs der Welt.

## Leben

### Kindheit und Jugend

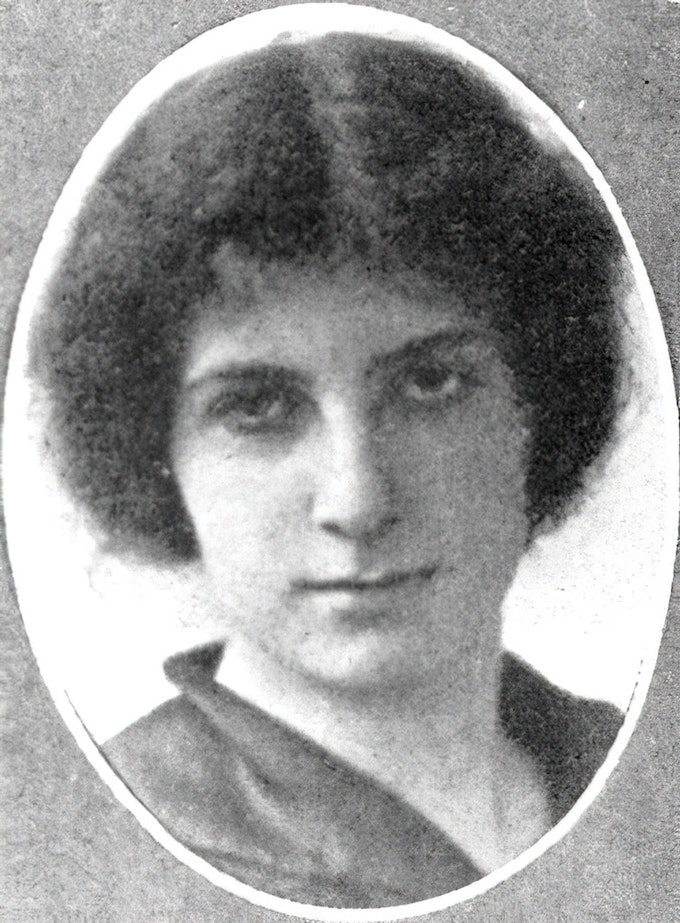
Golda Mabovitch in Milwaukee, 1914

Golda Meir war das siebte von acht Kindern des Zimmermanns Moshe Yitzhak Mabovitch (gestorben 1944) und seiner Frau Blume Neiditch (gestorben 1951). In frühester Kindheit in Kiew erlebte sie antijüdische Pogrome. Ihr Vater floh in die Vereinigten Staaten, als sie fünf Jahre alt war, und holte 1906 seine Familie nach Milwaukee. Meir besuchte unter anderem die heute nach ihr benannte Golda Meir School, die sie nach der achten Klasse als Jahrgangsbeste abschloss. Da ihre Mutter höhere Bildung für Mädchen ablehnte und ihre Tochter stattdessen früh verheiraten wollte, verließ Golda Meir 1912 die Eltern, zog zu ihrer älteren Schwester Sheyna (1889–1972) nach Denver und besuchte dort eine High School. In Denver kam sie erstmals mit zionistischen Kreisen in Kontakt und lernte ihren späteren Ehemann, den aus Litauen stammenden Morris Meyerson (auch Myerson, 1893–1951), kennen.
Nach zweijähriger Abwesenheit der Tochter erlaubten die Eltern ihr schließlich, die weiterführende Schule zu besuchen, und sie kehrte 1914 nach Milwaukee zurück. 1916 schloss sie die High School ab. In ihrer Freizeit wurde sie aktives Mitglied der sozialistisch-zionistischen Organisation Poʿale Zion. Ab 1915 unterrichtete sie an der jiddischsprachigen Folkschule in Milwaukee. Nach dem Schulabschluss begann Meir eine Lehrerausbildung an der Milwaukee State Normal School, die sie nach zwei Semestern abbrach, um sich ganz der Politik zu widmen. Sie engagierte sich im Wahlkampf zum American Jewish Congress, war aber selbst keine Delegierte. Im Sommer 1917 zog sie nach Chicago, wo sie in Teilzeit in der städtischen Bibliothek arbeitete, während ihr Hauptinteresse die Tätigkeit für Poʿale Zion blieb. Golda Mabowehz, wie Meir ihren Namen damals schrieb, und Morris Meyerson heirateten im Dezember 1917. 1917 erhielt sie die US-amerikanische Staatsbürgerschaft.

### Politische Tätigkeit in Palästina
Im Jahr 1921 zog Golda Meir mit ihrem Ehemann nach Palästina, das unter britischer Verwaltung stand. Sie lebten drei Jahre im Kibbuz Merchawia und zogen anschließend nach Tel Aviv. Ihre beiden Kinder, Menachem (1924–2014) und Sarah (1926–2010), wurden in Jerusalem geboren.
Meir war zunächst Aktivistin im Gewerkschaftsbund Histadrut und ab 1928 Exekutivsekretärin des Arbeiterinnenrates, der Moʿezet ha-poʿalot. Sie war 1929 Delegierte auf dem Zionistischen Weltkongress. Im Jahr darauf trat sie der „Arbeiterpartei des Landes Israel“ (Mapai) bei, die aus dem „rechten“, gemäßigt sozialdemokratischen und nicht marxistischen Flügel von Poʿale Zion hervorging. In der von David Ben-Gurion geführten Partei übernahm Meir wichtige Funktionen. Von 1932 bis 1934 war sie Abgesandte des Arbeiterinnenrates bei der Pioneer Women’s Organization in den USA. Nach ihrer Rückkehr aus den USA stieg sie in das Exekutivkomitee der Histadrut auf. Nach der Verhaftung Mosche Scharets durch die britischen Behörden leitete sie ab 1946 die politische Abteilung der Jewish Agency. In den 1940er Jahren war sie eine zentrale Figur in Verhandlungen mit der britischen Mandatsmacht und König Abdallah ibn Husain I. von Transjordanien, den sie am 17. November 1947 im Grenzort Naharajim zu geheimen Gesprächen über den bevorstehenden UN-Teilungsplan für Palästina traf. Abdallah wünschte die Einverleibung des der arabischen Bevölkerung Palästinas zuerkannten Landesteils in das Königreich Transjordanien, was ihm Meir nicht abschlug; die Juden ihrerseits würden einen eigenen Staat ausrufen.

### Botschafterin und Ministerin Israels

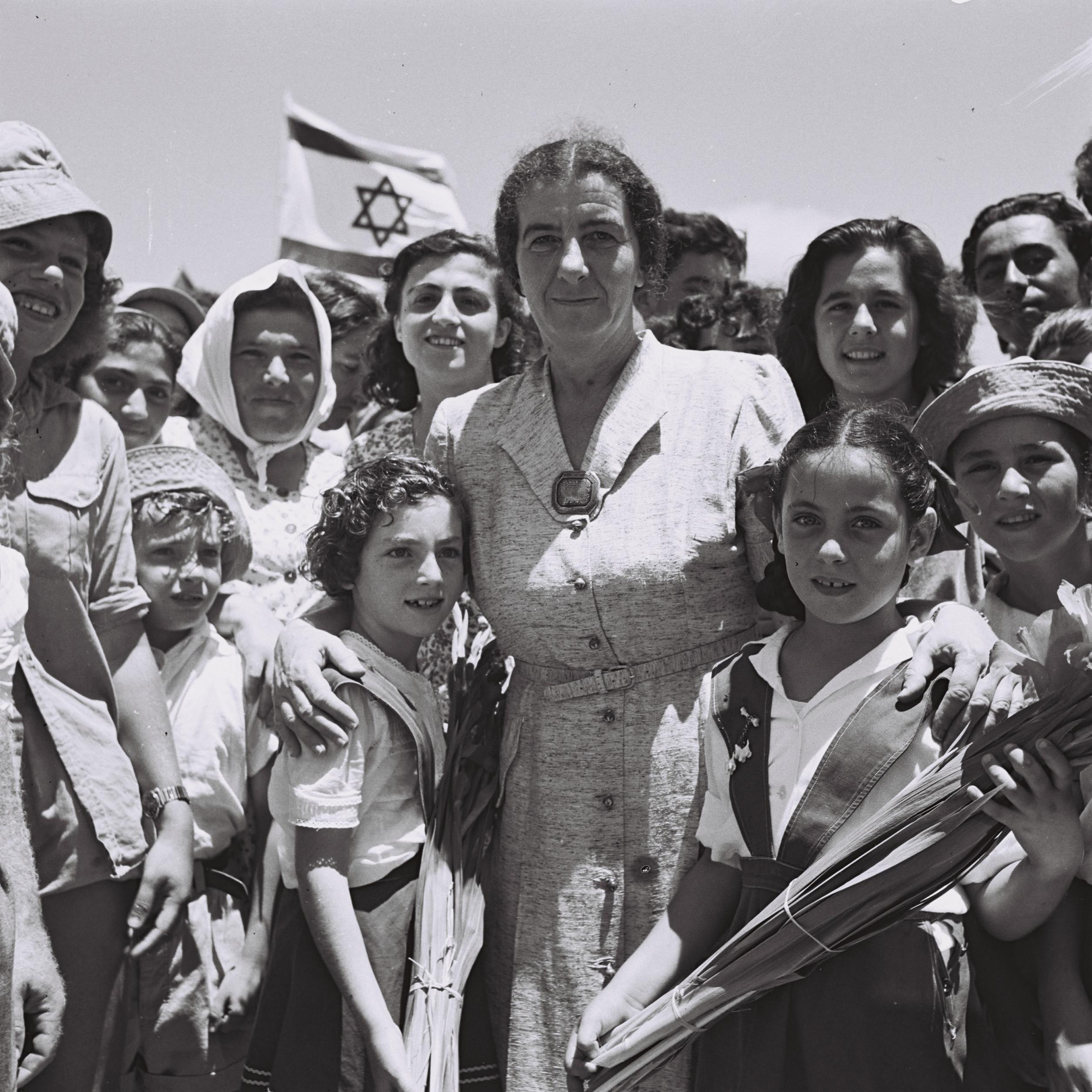
Mit Kindern bei der Eröffnung des Kibbuz Shefaim, 1950

Vier Tage vor der Ausrufung des Staates Israel führte Meir am 10. Mai 1948 in Amman ergebnislos geheime Verhandlungen mit König Abdallah von Transjordanien in der Absicht, die Arabische Legion, die einzige modern ausgestattete arabische Armee der Region, aus dem zu erwartenden militärischen Konflikt zwischen Juden und Arabern herauszuhalten. Geprägt von ihrer Kindheit im Russischen Reich, wo Antisemitismus eine ständige Bedrohung war, betrachtete Meir Politik als Teil eines fortwährenden Überlebenskampfes.
Nach der Unabhängigkeitserklärung Israels gehörte sie als Mapai-Vertreterin der 37-köpfigen Übergangsregierung an, die bis zur ersten Parlamentswahl als Legislativorgan wirkte. Von 1948 bis April 1949 war Meir die erste Botschafterin Israels in der Sowjetunion. Nach der Parlamentswahl 1949, die Mapai deutlich gewann, zog sie als Abgeordnete in die Knesset, das israelische Parlament, ein. Sie wurde siebenmal wiedergewählt und gehörte der Knesset ununterbrochen bis 1974 an.
Als Israel im Jahr 1949 Jerusalem zu seiner Hauptstadt erklärte, bezog Meir im Stadtteil Talbija die Villa Haroun al-Raschid (heute David-Marcus-Straße 16–18), die 1926 von der Familie Bisharat erbaut worden war. Meir wohnte dort bis 1956.
In Ben-Gurions erstem Regierungskabinett übernahm Meir das Amt der Arbeitsministerin. Ihre Prioritäten waren der Wohnungsbau, Arbeitsbeschaffungsmaßnahmen und die Verteilung der Wohnbevölkerung auf das Staatsgebiet; unter anderem betrieb sie den Ausbau der Stadt Beʾer Scheva im Negev. Dieses Amt hatte sie bis 1956 inne, auch unter dem auf Ben Gurion folgenden Ministerpräsidenten, Mosche Scharet. Von 1956 bis 1965 leitete sie unter den Ministerpräsidenten Ben-Gurion (zweite Amtszeit) und Levi Eschkol das Außenministerium. Von 1966 bis 1968 war sie Generalsekretärin der Mapai-Partei. Ihr Engagement für die Wiedervereinigung der zersplitterten links-zionistischen Parteien führte zum Zusammenschluss von Mapai, Ben-Gurions kurzlebiger Partei Rafi und Achdut haʿAvoda zur vereinigten Arbeitspartei ʿAvoda.

### Ministerpräsidentin Israels

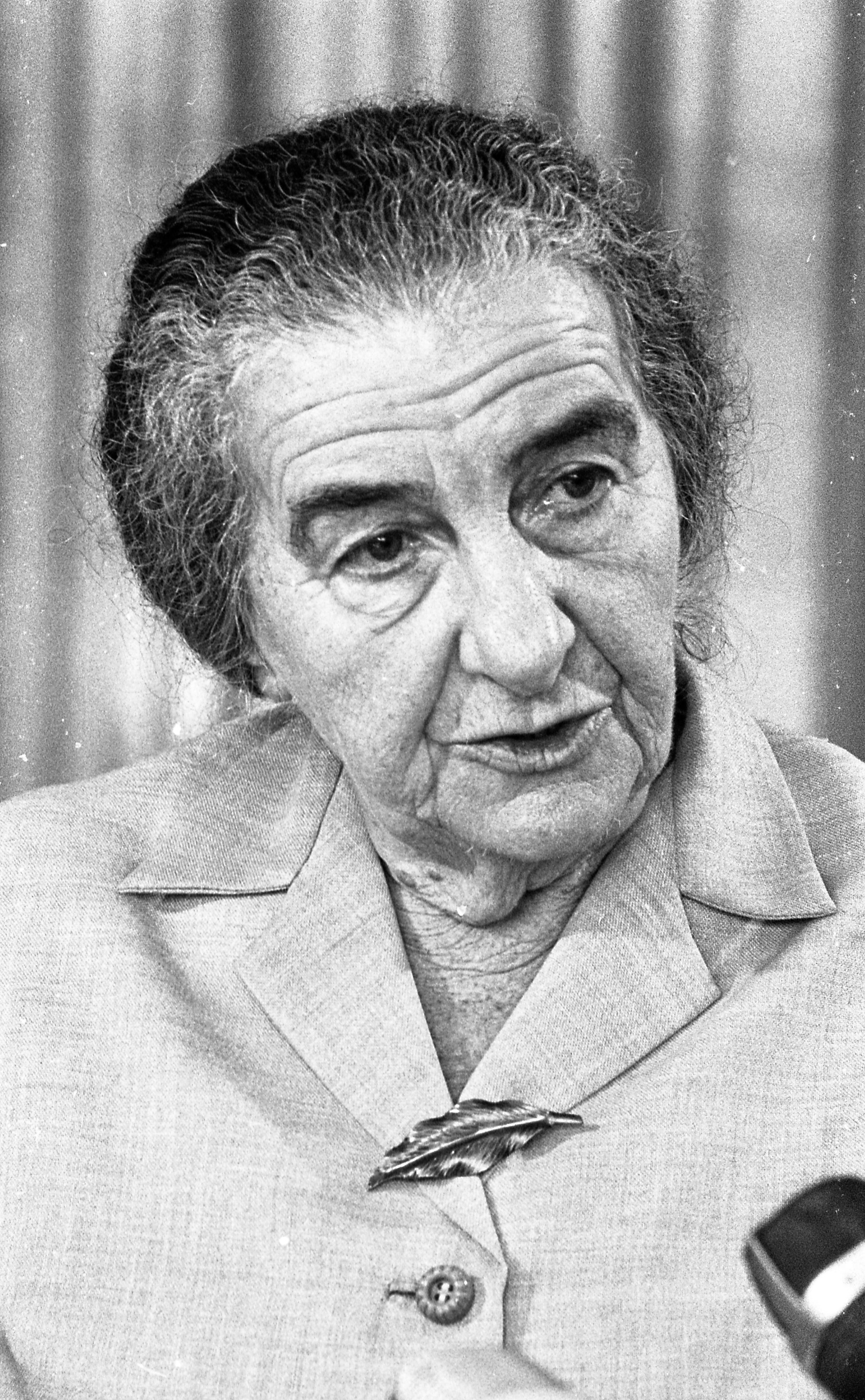
Ministerpräsidentin Meir, 1969

Am 17. März 1969 wurde Golda Meir als Nachfolgerin des verstorbenen Levi Eschkol zur Ministerpräsidentin Israels gewählt. Zudem übernahm sie den Parteivorsitz der Avoda-Partei. Für die Parlamentswahl 1969 schloss ihre Partei mit der links stehenden Mapam ein Bündnis namens Maʿarach, das die Wahl gewann. Im selben Jahr tat Meir die später oft zitierte Äußerung, sie kenne kein palästinensisches Volk.
Am 28. April 1970 war sie die erste Person in ihrem Amt, die einen Offenen Brief von Refuznik erhielt. Sie hatte es Nahum Goldmann vom Jüdischen Weltkongress verboten, Verhandlungen mit Gamal Abdel Nasser aufzunehmen, was diese kritisierten. Meir bezeichnete die jungen Israelis als „Verräter“ und „Defätisten“. Im Juni 1970 lehnte sie den Rogers-Plan, einen von den USA eingebrachten und von Ägypten und Jordanien befürworteten Friedensplan des US-Außenministers William P. Rogers, entschieden ab. Im August 1970 setzte sie gegen Widerstand in den eigenen Reihen einen Waffenstillstand am Suezkanal durch, der den Abnutzungskrieg mit Ägypten beendete. Für Aufsehen sorgte im Herbst 1973 ihr Konflikt mit dem Bundeskanzler Österreichs, Bruno Kreisky, der entschieden hatte, Schloss Schönau in Niederösterreich nicht mehr als Transitlager für Refusenik aus der Sowjetunion zur Verfügung zu stellen.
In Meirs Amtszeit als Ministerpräsidentin fiel die Konkretisierung des israelischen Atomwaffenprogramms in Zusammenarbeit mit Frankreich. 1969 traf sie eine Übereinkunft mit US-Präsident Richard Nixon über Geheimhaltung und Weiterführung des Programms. In Anspielung auf die Notvorräte, die Juden in Osteuropa früher angelegt hatten, um während Pogromen im Schutz ihrer Häuser ausharren zu können, bezeichnete Meir das israelische Kernwaffenarsenal in Dimona als „varenje“, als „Eingemachtes“. Härte zeigte sie in ihrem Befehl zur Ausführung der „Operation Zorn Gottes“ nach dem Münchner Olympia-Attentat 1972.
Wegen des zunächst verheerenden arabischen Überraschungsangriffs im Jom-Kippur-Krieg 1973 wurde Meir innenpolitisch heftig kritisiert. König Hussein I. von Jordanien war Ende September 1973 nach Tel Aviv geflogen und hatte die israelische Regierung gewarnt, dass Ägypten und Syrien einen Angriff planten. Nach Angaben von Aviezer Yaari, dem Chef des Syrien/Libanon/Irak-Büros des israelischen Militärgeheimdienstes Aman, teilte Hussein mit, dass die syrische Armee kriegsbereit sei. Der Leiter des Aman, Generalmajor Eli Zeira, sagte später aus, Meir habe dieser Warnung keine Bedeutung beigemessen und nicht einmal nach dem konkreten Datum des geplanten Angriffs gefragt.
Infolge der Parlamentswahl 1973 sank die Zahl der Abgeordneten des Parteienbündnisses Maʿarach von 56 auf 51. Nach einer Regierungskrise bildete Meir am 10. März 1974 ihr drittes Kabinett, doch bereits am 11. April verkündete sie ihren Rücktritt. Sie führte die Amtsgeschäfte weiter, bis Jitzchak Rabin am 3. Juni 1974 das Amt des Ministerpräsidenten antrat.

### Jüdische Tradition
Golda Meir verband ihre relativ säkulare Einstellung mit einer Hochschätzung der jüdischen Tradition: Es war „die Religion für die Bewahrung des jüdischen Volkes ein Hauptfaktor“. In späteren Jahren unterstreicht sie dies teilweise durch eine eigene religiöse Perspektive – vor allem im Blick auf den Staat Israel: „Dieser Staat existiert als Erfüllung eines Versprechens, das Gott selbst gegeben hat.“

### Letzte Jahre

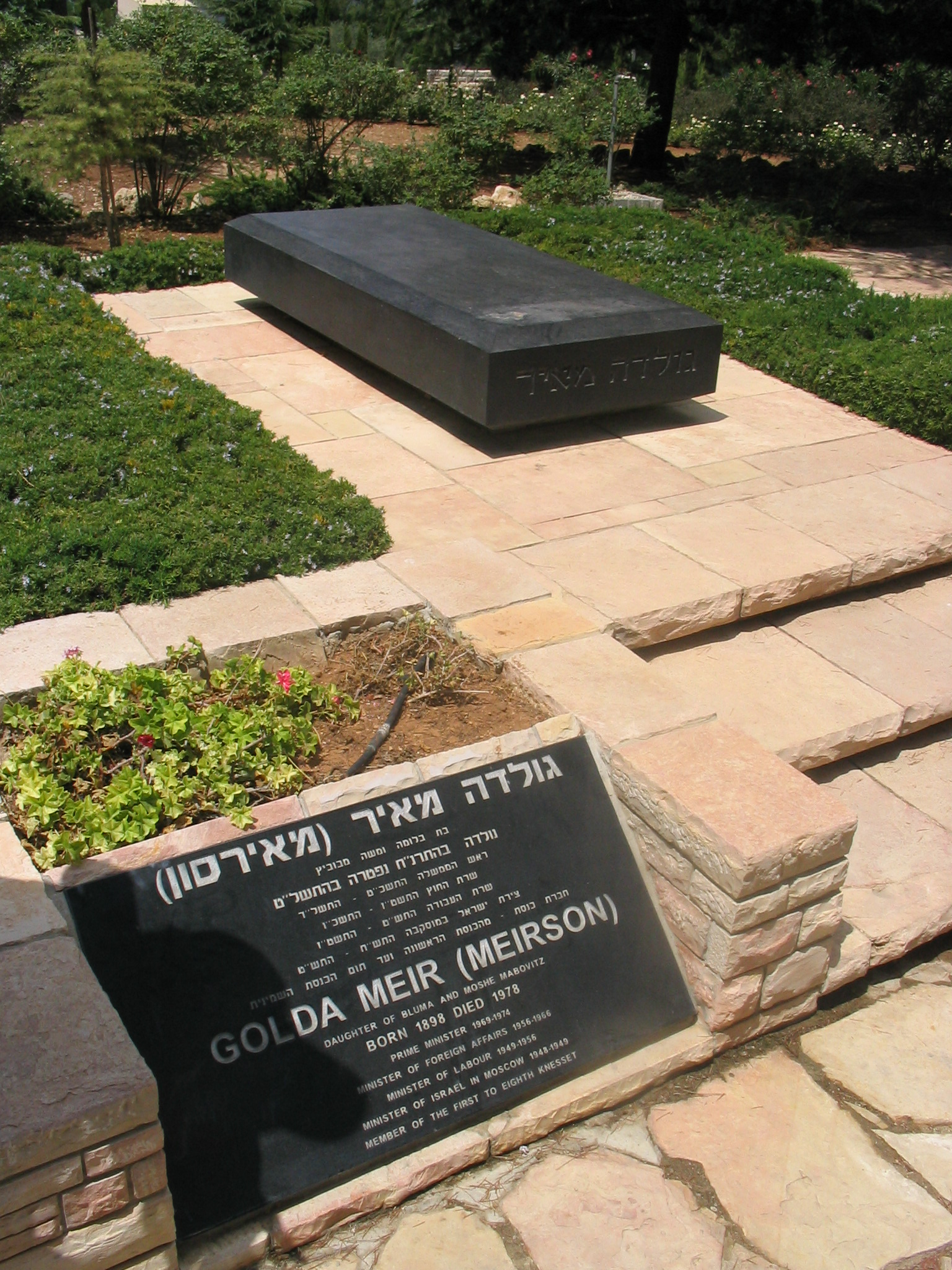
Meirs Grab in Jerusalem

Ihre beiden letzten Lebensjahre waren von Verbitterung über die Regierung Menachem Begins begleitet, der wegen des Friedensvertrags mit Ägypten den Friedensnobelpreis erhielt. Meir äußerte, Begin habe nicht den Nobelpreis, sondern wegen seiner schauspielerischen Leistung einen Oscar verdient.
Golda Meir starb 1978 an Lymphdrüsenkrebs und wurde in Jerusalem auf dem Nationalfriedhof am Herzlberg beigesetzt.

## Biografien (Buch und Film)
Die in englischer Sprache verfasste Autobiografie Golda Meirs erschien 1973. Die Rechte für eine deutsche Übersetzung erwarb der Scherz Verlag in Bern/Schweiz am 10. April 1973. Am 16. Mai 1973 schloss der Hamburger Verlag Hoffmann und Campe einen Vertrag mit dem Herausgeber der Originalausgabe, Weidenfeld & Nicolson in London. Darauf folgte eine juristische Auseinandersetzung, da Scherz eine Niederlassung in München besaß und daraus das Recht ableitete, das Buch auch in der Bundesrepublik Deutschland zu veröffentlichen. Am 4. Mai 1973 erwirkte Scherz eine einstweilige Verfügung, um sich das alleinige Vertriebsrecht in der Bundesrepublik zu sichern.
Meir wurde 1982 in dem Fernsehfilm Golda Meir (A Woman Called Golda) von Ingrid Bergman dargestellt. In dem deutschen Spielfilm Die 21 Stunden von München (1976) spielte Else Quecke sie. In Michael Andersons Fernsehfilm Gesetz des Terrors wurde Meir 1986 von Colleen Dewhurst und in Steven Spielbergs München (2005) von Lynn Cohen verkörpert. Im Jahr 2023 erschien die von Guy Nattiv inszenierte Filmbiografie Golda – Israels Eiserne Lady mit Helen Mirren in der Titelrolle. 2024 spielte Delia Mayer Golda Meir in der dokumentarischen Drama-Serie Die Spaltung der Welt in der Regie von Olga Chajdas und Frank Devos.

## Ehrungen und Auszeichnungen

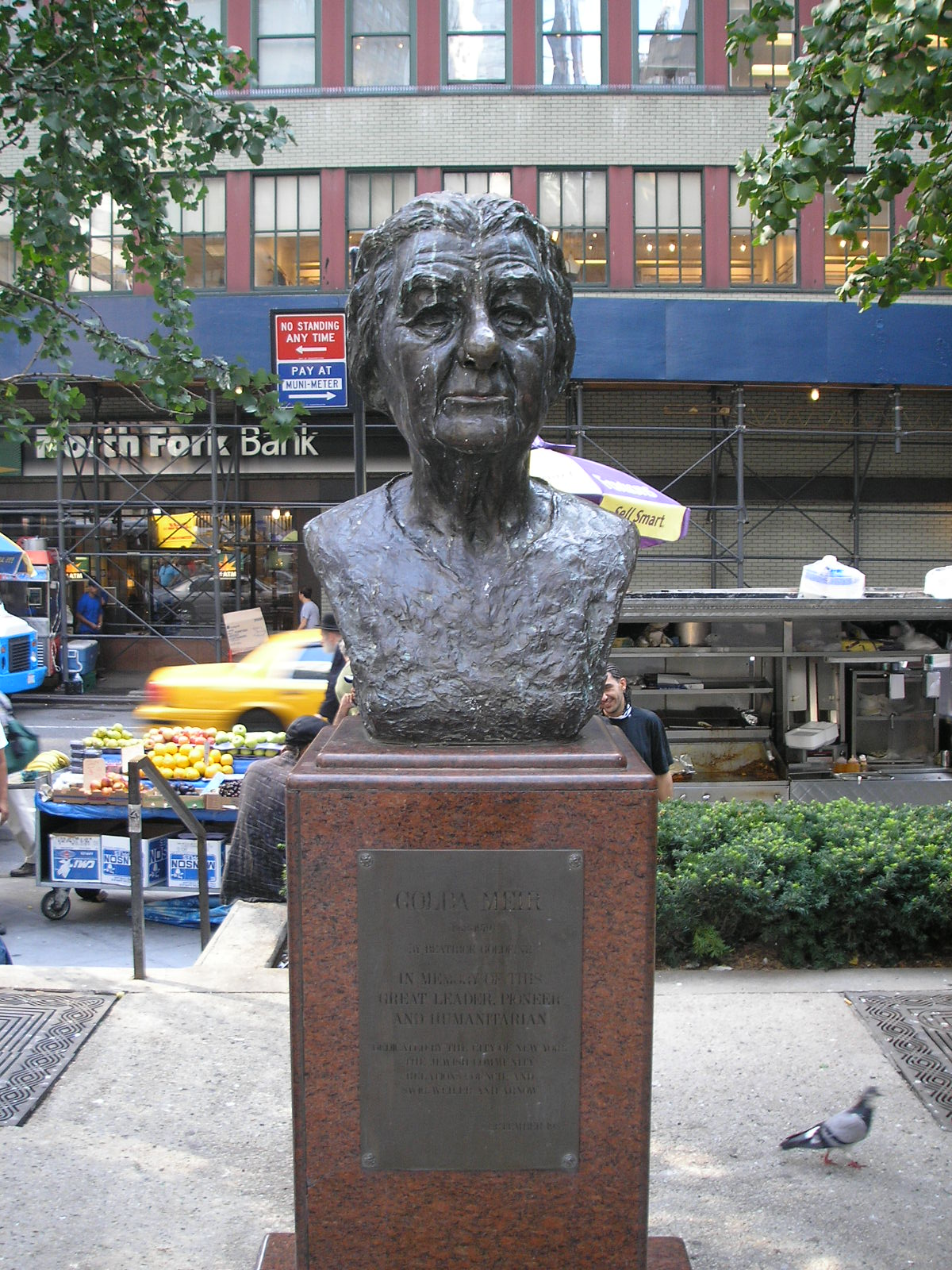
Büste auf dem Golda Meir Square in New York

Im Jahr 1975 wurde Meir der Israel-Preis verliehen.
Der Antisemitismusbeauftragte der deutschen Bundesregierung, Felix Klein, setzte sich im September 2020 für eine Umbenennung der Pacelliallee in Berlin ein. Die Initiative Golda-Meir-Allee der Historiker Ralf Balke und Julien Reitzenstein startete dazu eine Petition. Im September 2021 beschloss die Bezirksverordnetenversammlung von Steglitz-Zehlendorf die Beibehaltung des Namens Pacelliallee.

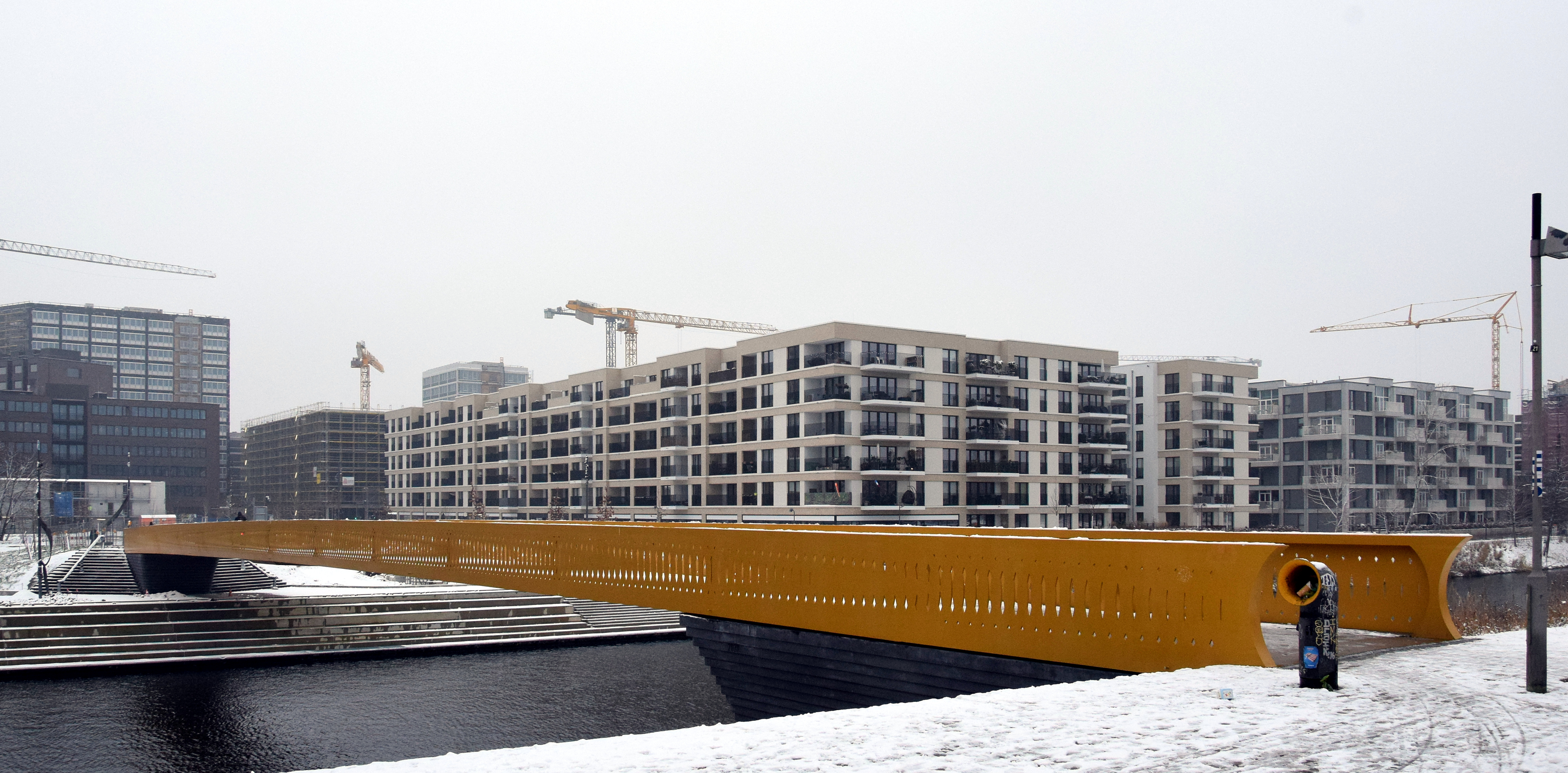
Der Golda-Meir-Steg in Berlin-Moabit

Der in Berlin gelegene Golda-Meir-Steg ist eine Brücke für Fußgänger und Radfahrer über den Berlin-Spandauer-Schifffahrtskanal. Sie verbindet den Otto-Weidt-Platz in der Europacity mit der Kieler Straße am Bundeswehrkrankenhaus Berlin. Die Verkehrsfreigabe erfolgte am 8. Dezember 2021, Meirs 43. Todestag.

## Schriften
- Leben für mein Land. Selbstzeugnisse aus Leben und Wirken. Scherz Verlag, Bern/München 1973.[39]
- Mein Leben. Hoffmann und Campe, Hamburg 1975, ISBN 3-455-05110-3.